# За справедливую игру
Приз «За справедливую игру» был учреждён редакцией газеты «Советский спорт» в 1958 году. Он вручался команде, игроки которой получали в чемпионате СССР по футболу наименьшее количество дисциплинарных взысканий. Последний раз приз был вручён в 1969 году, позже — в 1974 году — учреждён аналогичный приз — «Справедливой игры».

## Обладатели приза
| Сезон | Обладатель             |
| ----- | ---------------------- |
| 1958  | «Шахтёр» (Донецк)      |
| 1959  | «Динамо» (Киев)        |
| 1960  | «Спартак» (Ереван)     |
| 1961  | «Беларусь» (Минск)     |
| 1962  | «Торпедо» (Кутаиси)    |
| 1963  | «Динамо» (Москва)      |
| 1964  | «Шинник» (Ярославль)   |
| 1965  | ЦСКА (Москва)          |
| 1966  | «Черноморец» (Одесса)  |
| 1967  | «Заря» (Ворошиловград) |
| 1968  | «Уралмаш» Свердловск   |
| 1969  | «Черноморец» (Одесса)  |